# 住吉行宫

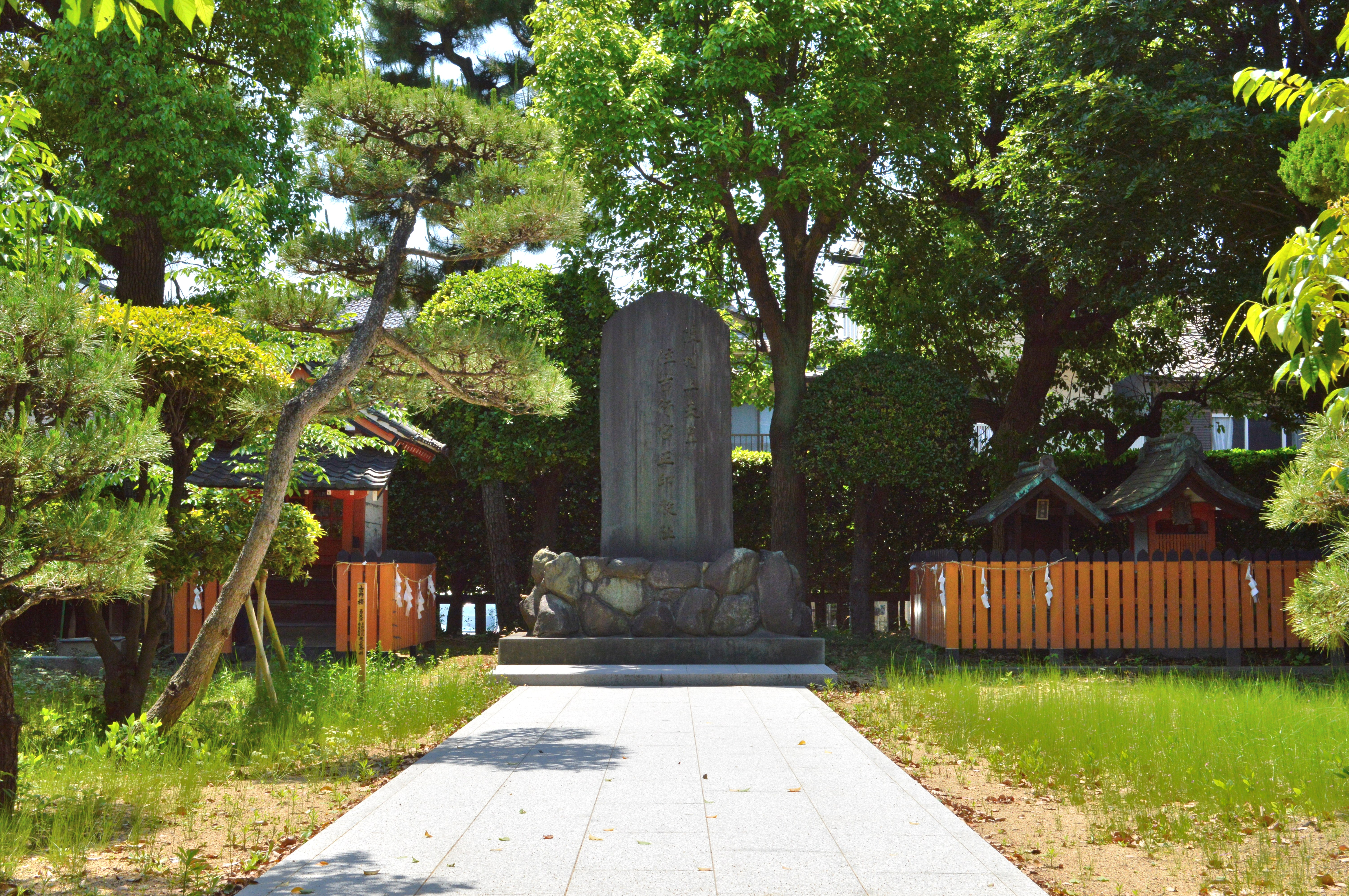
住吉行宫迹传承地（国之史迹），位于日本大阪府大阪市宅邸内的正印殿遗址。

住吉行宫（日语：／）是日本南北朝时代南朝的行宫（天皇的临时御所）之一。该行宫位于现在的大阪府大阪市住吉区墨江。行宫遗址被指定为“国之史迹”。